# Bisu M3

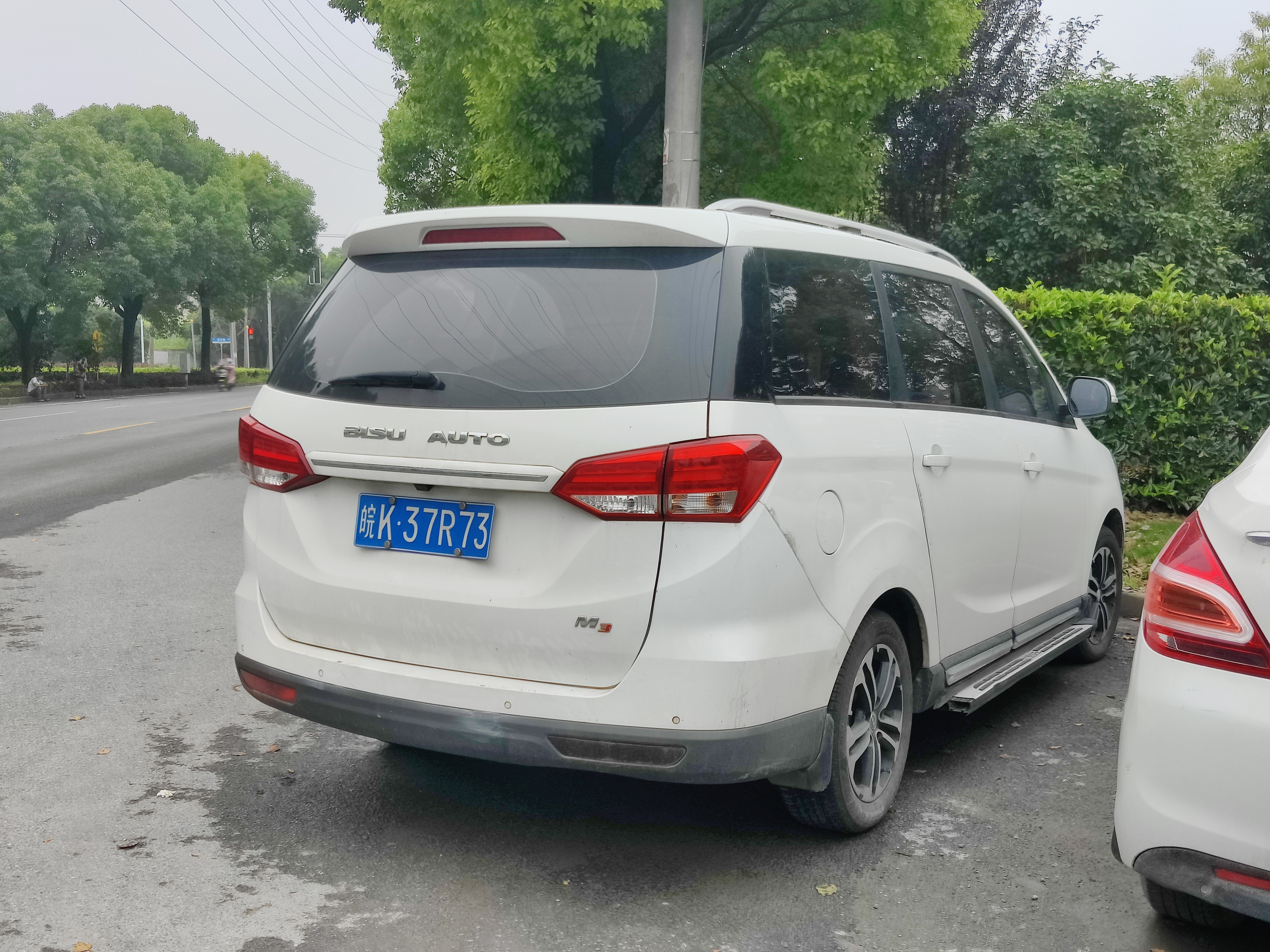
Вид сзади

Bisu M3 — семиместный минивэн с конфигурацией 2—2—3, выпускавшийся компанией Bisu Auto — совместным предприятием между Beijing Auto (Beiqi) и Yinxiang Group.

## Описание
Bisu M3, представленный в конце 2016 года, выпускался на той же платформе, что и Huansu H3. Ценовой диапазон варьировался от 61900 до 83900 юаней. Автомобиль оснащался 1,5-литровым четырёхцилиндровым бензиновым двигателем мощностью 114 л. с. и крутящим моментом 147 Н·м. Коробка передач — пятиступенчатая механическая. С 2017 года в моторную гамму также входил 1,5-литровый турбодвигатель мощностью 140 л. с. Привод автомобиля — передний.

## Технические характеристики
|                            | 1.5                       | 1.5T                       |
| -------------------------- | ------------------------- | -------------------------- |
| Годы производства          | с 12.2016                 | с 12.2016                  |
| Тип двигателя              | Бензиновый                | Бензиновый                 |
| Конфигурация двигателя     | Рядный четырёхцилиндровый | Рядный четырёхцилиндровый  |
| Наддув                     | —                         | Турбонаддув                |
| Объём                      | 1498 см³                  | 1498 см³                   |
| Мощность при об/мин        | 84 кВт (114 л. с.) / 6000 | 110 кВт (150 л. с.) / 5500 |
| Крутящий момент при об/мин | 147 Н·м / 3600—4400       | 215 Н·м / 2000—4000        |
| Привод                     | Передний                  | Передний                   |
| Трансмиссия                | 5-скор. МКПП              | 5-скор. МКПП               |
| Максимальная скорость      | 150 км/ч                  | 170 км/ч                   |
| Объём бака                 | 56 л                      | 56 л                       |
| Масса                      | 1498 кг                   | 1564 кг                    |